# Oksana Wiktorowna Gaman-Golutwina
Oksana Wiktorowna Gaman-Golutwina (russisch Оксана Викторовна Гаман-Голутвина; * 14. November 1960 in Kiew) ist eine  sowjetische bzw. russische Philosophin, Politologin und Hochschullehrerin.

## Leben
Das Studium an der Taras-Schewtschenko-Universität Kiew  in der Philosophischen Fakultät schloss Gaman 1983 mit Auszeichnung ab. Am Ende der anschließenden Aspirantur an der Lomonossow-Universität Moskau in der Philosophischen Fakuiltät verteidigte sie 1987 ihre Kandidat-Dissertation über den Menschen als Subjekt des Schöpfertums der Geschichte mit Erfolg für die Promotion zur Kandidatin der philosophischen Wissenschaften.
Gaman lehrte in Moskau an der Russischen Akademie des Staatsdiensts beim Präsidenten der Russischen Föderation. Sie verteidigte 1998 erfolgreich ihre Doktor-Dissertation über die Gesetzmäßigkeiten der Entstehung und Entwicklung der politischen Eliten Russlands für die Promotion zur Doktorin der politischen Wissenschaften. Darauf wurde sie 2001 zur Professorin des Lehrstuhls für Politologie und Politikmanagement ernannt.
Seit 2006 ist Gaman Professorin der Fakultät für Politologie des Staatlichen Moskauer Instituts für Internationale Beziehungen (MGIMO) des Russischen Außenministeriums und der Fakultät für Weltwirtschaft und Weltpolitik der Wirtschaftshochschule Moskau. Seit 2010 leitet sie den MGIMO-Lehrstuhl für Vergleichende Politologie.
Auf der Konferenz der Russischen Assoziation der Politischen Wissenschaften 2010 wurde Gaman zur Präsidentin der Assoziation gewählt. Sie ist Mitglied der Internationalen Assoziation der Politischen Wissenschaften und des Rates für Nationale Strategie. Von 2015 bis 2020 war sie im Hochschulsystem Vorsitzende der Föderalen Lehrmethodik-Vereinigung für politische Wissenschaften und Regionalkunde. Seit 2017 ist sie Mitglied der Gesellschaftlichen Kammer der Russischen Föderation und seit 2019 der Gesellschaftlichen Kammer Moskaus. Sie wurde 2019 zum Korrespondierenden Mitglied der Russischen Akademie der Wissenschaften gewählt. Seit 2019 ist sie wissenschaftliche Leiterin der Parteihochschule Einiges Russland.

## Ehrungen, Preise
- Medaille des Verdienstordens für das Vaterland II. Klasse (2014), I. Klasse (2018)
- Orden der Freundschaft (2024)[6]

## Veröffentlichungen (Auswahl)
- Comparative Analysis of the Political Elites in the CIS Counties. In: The Contemporary Study of Politics in Europe. Elipsa, Warschau 2007.
- Yeltsin, Putin and the Elites. In: Sociologische Zeitgeschichte. Sigma, Berlin 2007.
- Political Elites in the Commonwealth of Independent States: Recruitment and Rotation Tendencies. In: Comparative Sociology. Band 6, Nr. 1–2, 2007.
- State and State Bureaucracy in the Context of Public Administration Reforms. In: Reforming the State without changing the Model of Power? On Administrative Reform in Post-Socialist Countries. Routledge, London, New York 2008.
- Changes in Elites Patterns. In: Europe-Asia Studies. Band 60, Nr. 6, 2008.
- The Changing Role of the State and State Bureaucracy in the Context of Public Administration Reforms: Russian and Foreign Experience. In: The Journal of Communist Studies and Transition Politics. Band 24, Nr. 1, 2008.
- Post-Soviet Elites: Structure Shifting and Value Orientations/20 Years of Post-Soviet Development. Seoul: Institute of Russian Studies, Hankuk University of Foreign Studies, 2011.
- Russian Society and Elites in 1989–2009: Transformation Results and Future Perspectives Transitions. In: Transformations: Trajectories of Social, Economic and Political Change after Communism. Historical Social Research). Special Issue. Berlin 2011.
- Parliamentary representation and MPs in Russia: historical retrospective and comparative perspective. In: Parliamentary Elites in Central and Eastern Europe. Routledge, London 2014.